# Kompas 2
Kompas 2 (russisch Компас 2, englisch Compass-2) ist ein internationaler Forschungssatellit, der unter russischer Führung entwickelt und gebaut wurde. Er wurde 2006 vom getauchten U-Boot K-84 Ekaterinburg gestartet und sollte Fortschritte in der Erdbebenvorhersage bringen.

## Ziele
Der Satellit hat die Aufgabe, die physikalischen Phänomene zu erforschen, die während Erdbeben, tropischen Wirbelstürmen und Tornados sowie magnetischen Stürmen in der Lithosphäre, Atmosphäre, Ionosphäre und Magnetosphäre auftreten. Solche Phänomene wurden bereits durch Zufall von anderen Satelliten registriert, jedoch noch nie genau erforscht. Interessant sind vor allem solche Effekte, die vor einem Erdbeben auftreten, um diese möglicherweise vorhersagen zu können. Es geht dabei vor allem darum, eine weltweite globales Überwachung für verschiedene Phänomene zu ermöglichen und eine schnelle Analyse etwaiger Anomalien zu erlauben.

## Technik
Der Satellit hat eine Gesamtmasse von 85 kg. Davon entfallen 20 kg auf die Instrumente. Er hat die Form eines Pyramidenstumpfs, dessen Spitze in Richtung Erde zeigt. Die notwendige Energie liefern zwei ausklappbare Solarpanele. Diese leisten zusammen etwa 50 Watt und geben bis zu 27 Volt Spannung ab. Zudem steht ein Akku mit einer Kapazität von vier Amperestunden zur Verfügung.
Der Satellit hat fünf wissenschaftliche Experimente an Bord. Diese werden von einem zentralen System gesteuert, das auch die Kommunikation mit der Erde sowie die Navigation übernimmt. Der Satellit befindet sich auf einer 79° geneigten Umlaufbahn mit einer Höhe zwischen 400 und 620 km.

## Instrumente
Der Total Electron Content (TEC) Detektor misst die Verteilung der Elektronen zwischen der Ionosphäre und der Umlaufbahn des Satelliten. Dabei sollen sowohl die globale Verteilung, als auch lokale Unregelmäßigkeiten bei Erdbeben gemessen werden. Das Gerät wurde in Russland entwickelt und gebaut.
Der Dual Frequency Radio Transmitter (MAYAK) stammt ebenfalls aus Russland. Das Gerät führt per Funk tomographische Messungen über seismologisch aktiven Gebieten durch.
Das Radio Frequency Analyser (RFA)-Experiment wurde von Russland und Polen gemeinsam entwickelt. Das Gerät führt mittels der Hochfrequenz-Spektrometrie lokale Wellenmessungen durch. So will man mögliche Vorläufer von Erdbeben in der Ionosphäre erkennen und sie zur Vorhersage nutzen.
Der Low Frequency Wave Complex (NVK) ist ein Gemeinschaftsprojekt von Russland, Ungarn und der Ukraine. Das Gerät misst Strahlungsausbrüche in tiefen und sehr tiefen Frequenzbereichen (1 Hz bis 20 kHz). Zudem wird nach Zusammenhängen zwischen diesen Ausbrüchen und Erdbeben geforscht. Mögliche vorangegangenen Ausbrüche will man zur Erdbebenvorhersage benutzen können.
Der Radiation and Ultraviolet Detector (TATYANA), ein Projekt des Instituts für Kernphysik der Universität Moskau hat zum Ziel, kosmische sowie ultraviolette Strahlung aus der Erdatmosphäre zu messen.

## Missionsverlauf
Nachdem die letzten Tests am Satelliten im April 2006 abgeschlossen waren, wurde der Satellit auf die dritte Stufe der Schtil-Trägerrakete montiert. Mitte Mai 2006 wurde die Rakete auf die K-84 Jekaterinburg, einem russischen Unterseeboot der Projekt 667BDRM „Delfin“ (Delta IV-Klasse) geladen, das in Richtung Barentssee auslief. Dort wurde die Mission am 26. Mai 2006 vom getauchten U-Boot aus gestartet.
Am Folgetag konnte der erste Kontakt mit dem Satelliten hergestellt werden, jedoch brach die Kommunikation einige Tage später komplett ab. Erst im November 2006 konnte wieder eine Verbindung mit Kompas 2 aufgenommen werden, die erste Datenübertragung der Messgeräte fand am 30. November 2006 statt. Nachdem der Satellit mehrere Monate Daten lieferte wurde die Mission am 1. Juli 2007 für beendet erklärt. Am 28. Dezember 2011 ist der Satellit schließlich in der Erdatmosphäre verglüht.